# C'è sempre un ma!
C'è sempre un ma! è un film del 1943 diretto da Luigi Zampa.
La pellicola, realizzata nel 1942, risulta attualmente irreperibile.

## Trama
Le due giovani Carla e Giulia, uscite dal collegio, sognano di potersi sposare con i rispettivi innamorati, la prima con Carletto, con un cui è fidanzata sin da ragazzina, e la seconda con Fabrizio, Ma non hanno fatto i conti con le rispettive madri che, entrambe vedove, conducono una vita spensierata e frivola. Al primo incontro di fidanzamento la famiglia di Fabrizio, molto tradizionalista, è scandalizzata dalla presenza di alcuni giovanotti vacui e fannulloni che frequentano Isabella, la madre di Giulia, e negano l'assenso al matrimonio.
Anche Laura, la madre di Carla, subisce l'influenza di Isabella ed è dedita a una vita altrettanto spendacciona e futile. Per ovviare a questa situazione Carla ricorre ad uno stratagemma: si finge malata e si fa prescrivere un periodo di riposo, in modo che la madre debba abbandonare l'ambiente che frequenta per accompagnarla in vacanza. Le due donne si trasferiscono a Portofino, dove Carla entra nelle simpatie del maturo avvocato Pezzini e fa in modo che costui si interessi alla madre, attenzioni che lei mostra di gradire.

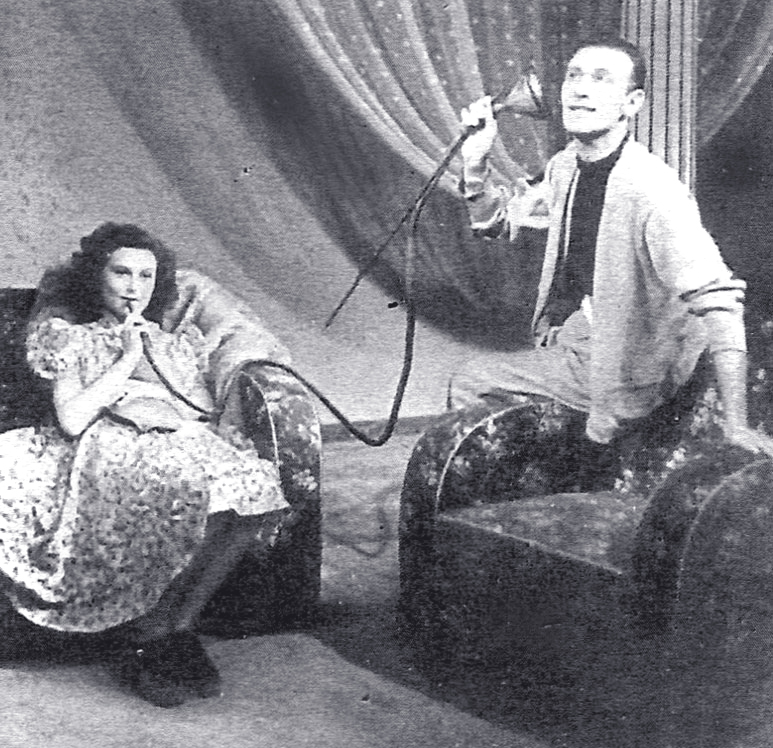
Adriana Benetti in una scena del film con Nunzio Filogamo, all'epoca famoso presentatore della radio

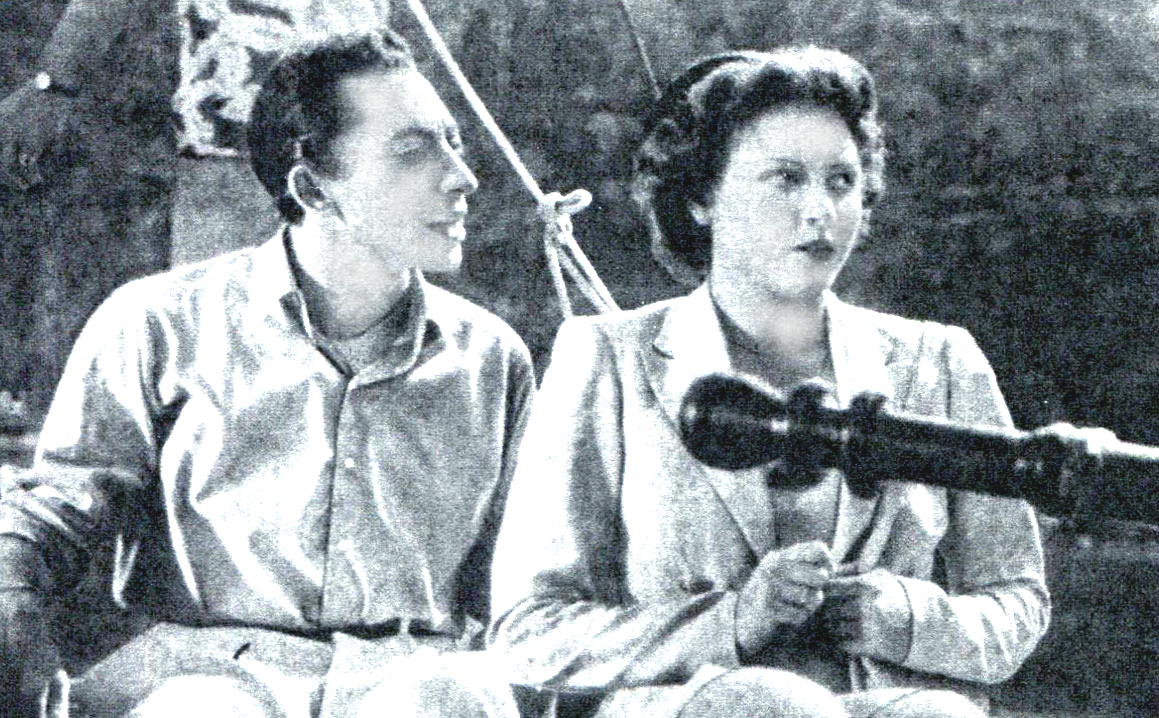
Aroldo Tieri e Carla del Poggio

I suoi progetti sembrano andare in fumo quando arrivano Isabella e Giulia, con il solito codazzo di perdigiorno. Ma durante una gita in barca l'avvocato Pezzini, caduto in mare, sarà salvato da Laura e questo fa nascere tra i due un forte sentimento, che induce Laura ad abbandonare le vecchie abitudini. Il suo esempio redime anche Isabella. Lieto fine con tre matrimoni: Carla potrà sposare Carletto, sua madre Laura diventerà la moglie dell'avvocato e Giulia riconquista Fabrizio e la sua famiglia. 

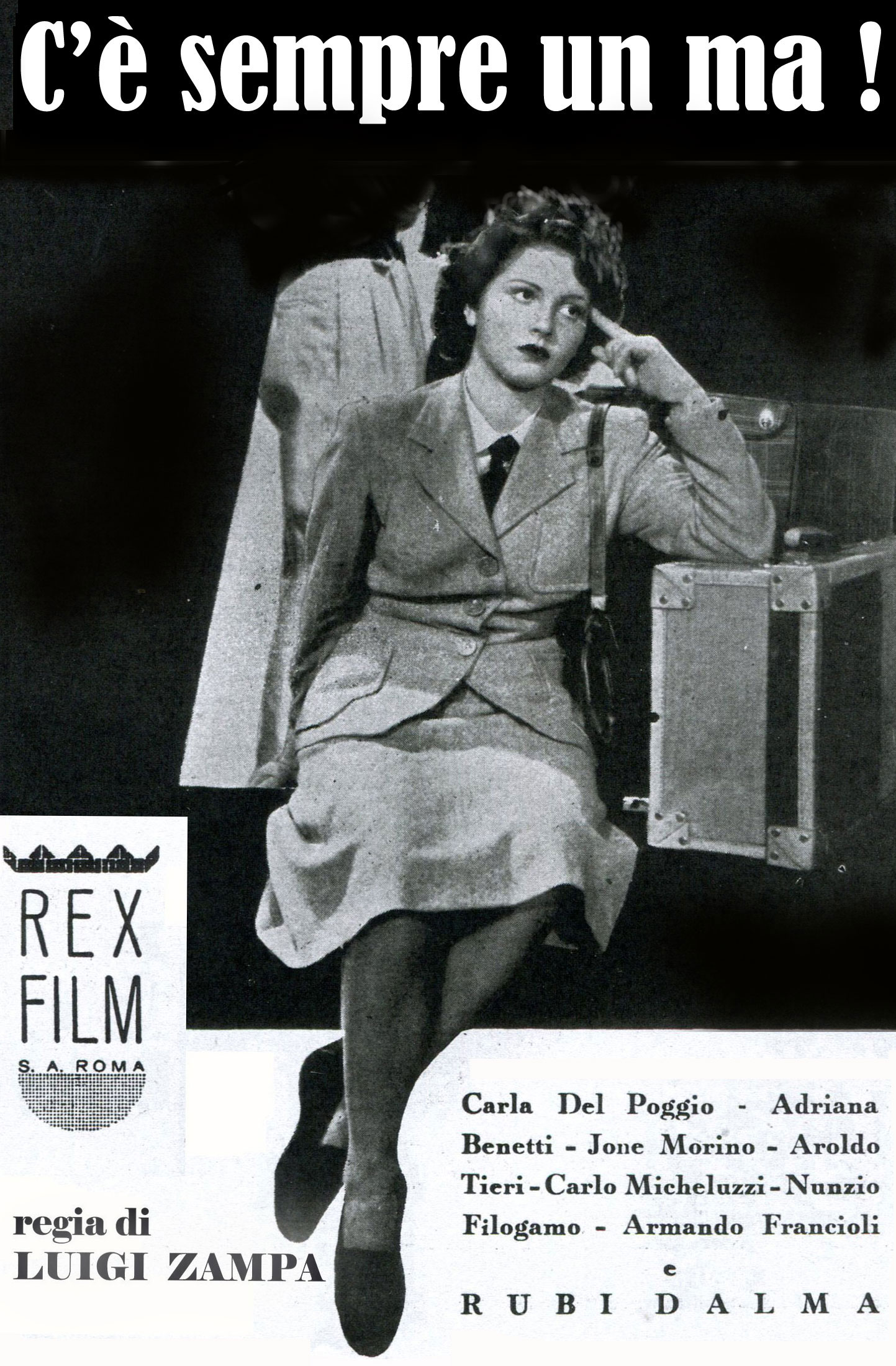
La locandina del film

## Produzione

### Soggetto e sceneggiatura
L'ideazione ed il trattamento di C'è sempre un ma! sono dello stesso Zampa, che per il suo terzo film da regista (il quarto se si considerano le date di uscita), abbandonò le fonti letterarie o teatrali delle sue opere precedenti per scrivere egli stesso un soggetto originale al quale collaborò anche Zavattini. Per diverso tempo il film fu presentato con il titolo provvisorio di Felicità in pericolo che solo verso la fine della lavorazione diventò quello definitivo. Nonostante questo impegno come autore, Zampa avrà poi un atteggiamento di rifiuto verso questa pellicola, così come per le sue altre di quel periodo: «Preferisco non ricordare - ha detto oltre trent'anni dopo - mi hanno insegnato a muovere la macchina da presa ed a far recitare gli attori. Però dentro non c'é niente; erano soltanto degli spettacoli»
Il film subì notevoli vicissitudini produttive e distributive, che si protrassero per quasi un anno e mezzo e segnarono la conclusione dell'attività della "Consorzio Italiano Film" che nel 1942 aveva prodotto soltanto un'altra pellicola (il propagandistico Inviati speciali di Marcellini). Realizzato negli studi di Tirrenia con esterni girati a Portofino, ebbe infatti una durata delle riprese abnorme per gli standard dell'epoca, in quanto esse iniziarono nel gennaio del 1942 e si protrassero per parecchi mesi, concludendosi soltanto alla fine di maggio dello stesso anno. Ebbe poi un ritardo di oltre un anno nella sua distribuzione e finì per uscire nelle sale soltanto tra maggio e luglio 1943 (il visto di censura n. 31.812 è del 6 luglio), e quindi in un periodo storico particolarmente tormentato e difficile.

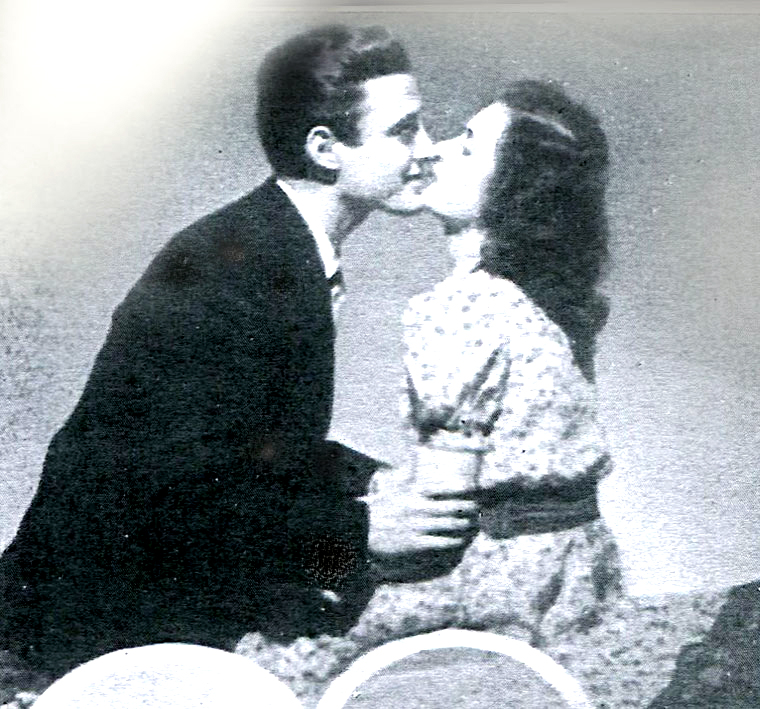
Scena del film con l'esordiente Armando Francioli ed Adriana Benetti

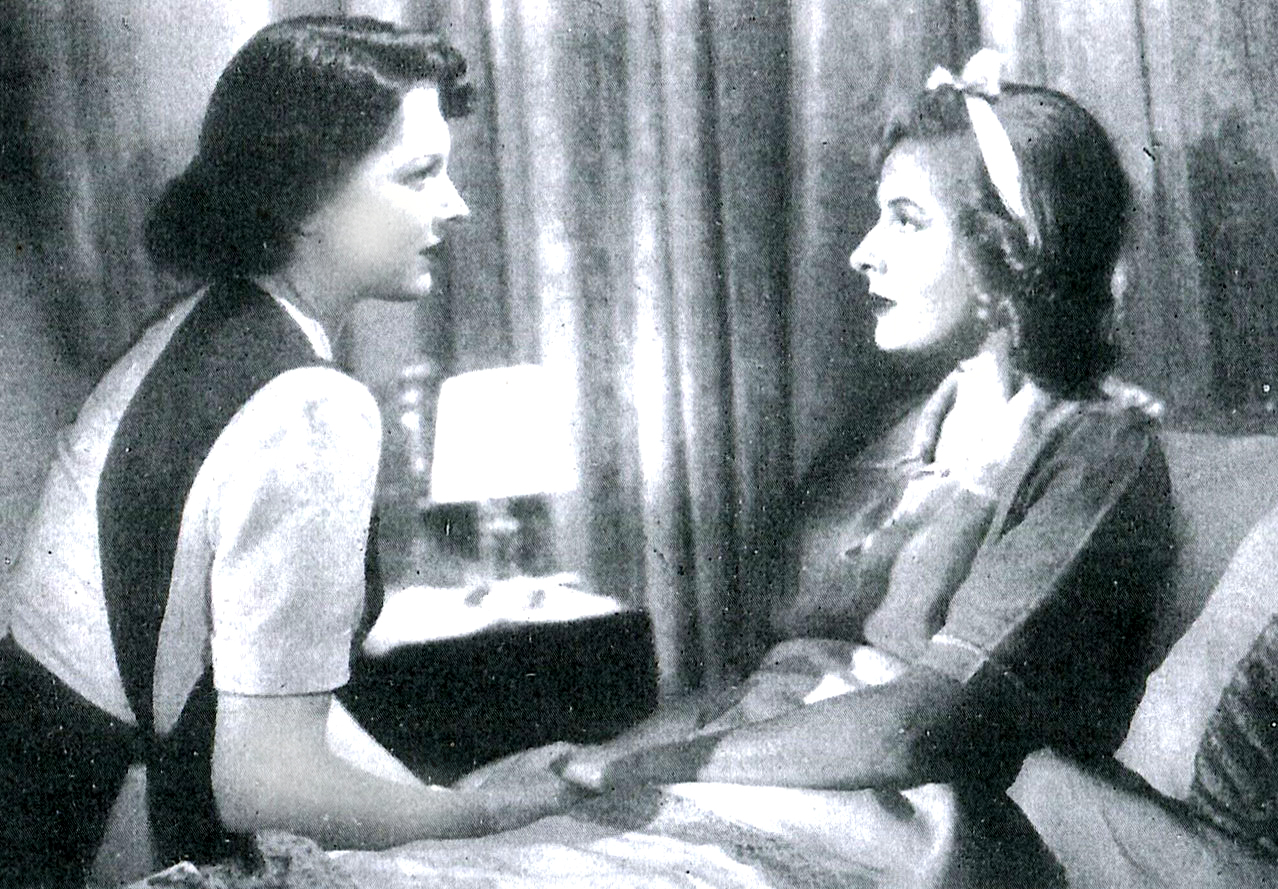
Carla Del Poggio e Rubi Dalma

### Cast
C'è sempre un ma! segna l'esordio cinematografico di Armando Francioli, scelto da Zampa tra gli allievi del centro Sperimentale di Cinematografia, ed è una delle prime interpretazioni della lunga filmografia di Aroldo Tieri. Per Carla Del Poggio, la principale interprete, fu una delle ultime occasioni in cui ricoprì ruoli di spensierata e giuliva ragazzina, prima di attraversare il dramma della guerra e ricomparire dopo con «ruoli completamente diversi da quelli dell'impertinente collegiale che le avevano assegnato solo pochi anni prima»,  mentre per Adriana Benetti si trattò di un ruolo minore, collocato tra i due successi di Teresa Venerdì, interpretato poco prima, ed il blasettiano 4 passi fra le nuvole, a cui partecipò subito dopo.

## Accoglienza

### Incassi
Sulla base dei dati disponibili, si desume che C'è sempre un ma! ebbe un incasso di circa 2.329.000 llire dell'epoca, risultato comunque non trascurabile tenuto conto del difficile periodo in cui il film comparve, anche se lontano da "campioni di incasso" dello stesso anno quali Bengasi di Genina (circa 16 milioni) e Le cena delle beffe di Blasetti (oltre 13 milioni).

### Critica
Il film di Zampa, nonostante diverse presentazioni di simpatia ricevute al tempo della sua lavorazione, si attirò poi critiche pesanti di diversi commentatori che, pur partendo da premesse opposte, finirono tutti per stigmatizzare la riproposizione di un ambiente artefatto e superficiale, avulso dalla drammatica realtà italiana del momento.  Da un lato un commento sul quotidiano Tevere richiamò duramente le indicazioni che ancora il Regime, anche se ormai sull'orlo del collasso, dettava alla cinematografia: «Le recenti parole del Ministro Polverelli ci fanno sperare che in un prossimo futuro film del calibro e del tono di C'è sempre un ma! scompariranno dagli schermi italiani. Questo filmetto di Luigi Zampa è infatti una stucchevole risciacquatura di vecchi motivi americani con l'aggravante che quanto in quei film era la satira di un costume (o malcostume) qui è palesemente falso e forzato». 

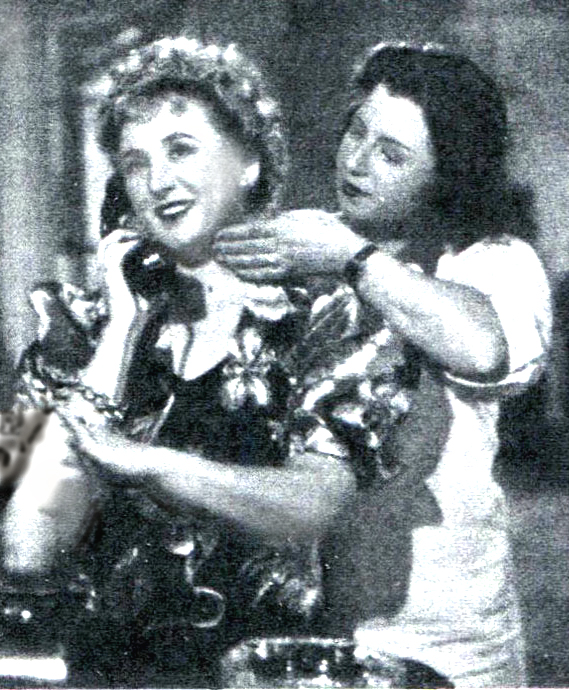
Jone Morino (a sin.) allegra vedova in C'è sempre un ma!

Ancora più duro e sferzante fu per altro verso il commento di Cinema, nel quale si parlava di «senso di desolazione, di raccapriccio e di tristezza assieme che sanno comunicare film come questo. Fabbricati con l'evidente scopo di far divertire e non pensare, quanto tuttavia fanno pensare alle sorti di un meschino e futile costume piccolo borghese con le sue stolide ambizioni ed i suoi malinconici e vuoti divertimenti».
Tuttavia C'è sempre un ma! ricevette giudizi negativi anche da osservatori meno schierati. «Si può insistere - scrisse Film - con palese compiacimento su un malcostume e salvarsi da ogni accusa mostrando, col trucco della morale in coda che lo si vuol condannare. C'è sempre un ma!, in cui riappare il vecchio tema, dei figli che mettono a posto la testa dei loro genitori, è l'ennesimo film che gioca su questo equivoco, tentando di imitare storie ed ambienti di ben altri film con Deanna Durbin, e Billie Burke. La regia di Zampa è approssimativa e deficiente anche dal punto di vista tecnico», mentre L'Illustrazione italiana scelse il sarcasmo: «Ora sopportiamo anche che questo film i produttori lo sbandierino per confonderci, a noi siffatti filmetti non vanno a genio, le giuggiolate di Carla del Poggio o le melensaggini. So di assennati a cui dà fastidio la madre zuzzerellona, a cui dà sui nervi la zia ripicchiata che si spupazza coi giovinotti».